# Slumber Party Massacre III
Slumber Party Massacre III es una película slasher de 1990 dirigida por Sally Mattison. Es la segunda secuela de la película de 1982 The Slumber Party Massacre. Fue escrita por Bruce Carson y producida por Catherine Cyranthe junto a Roger Corman, quien había producido la primera secuela en 1987.

## Argumento
Un grupo de amigos adolescentes están jugando voleibol en una playa de Los Ángeles. Jackie está sentada con Diane hablando cuando un hombre extraño aparece y se sienta en la playa cerca de  ellas. Duncan se acerca al tipo y le dice que deje de míralas. Duncan menciona entonces a Diana y Jackie acerca de una fiesta, pero ellas le dicen que es una fiesta de pijamas y que los chicos no están invitados. Juliette va a buscar la pelota de vóley y habla con su novio Ken. Mientras ellos se van, Jackie regresa por algo y deja caer su libreta de direcciones. Cuando Sarah entra a su auto, es agarrada por una persona misteriosa y que atraviesa un taladro en su estómago desde la parte de atrás del asiento del auto, matándola.

## Reparto
- Keely Christian como Jackie Cassidy
- Brittain Frye como asesino Ken
- Michael Harris como Morgan (acreditada como M.K. Harris)
- David Greenlee como Duncan
- Brandi Burkett como Diane
- Hope Marie Carlton como Janine
- Maria Claire como Susie
- Maria Ford como Maria
- Garon Grigsby como Michael
- Devon Jenkin como Sarah
- David Kriegel como Tom
- David Lawrence como Frank
- Lulu Wilson como Juliette
- Alexander Falk como Detective Davis
- Wayne Grace como Oficial O'Reilly
- Yan Birch como extraño en la playa
- Ron Smith como Tío Billy
- Marta Kober como la repartidora de pizza

## Lanzamiento
La película tuvo un lanzamiento limitado en cines en Estados Unidos por Concorde Pictures en septiembre de 1990. Recaudo $1,242,995 en la taquilla. Fue lanzado en VHS por New Horizons Home Video.